# Amelia Vega
Amelia Vega Polanco (Santo Domingo, 7 novembre 1984) è una modella dominicana, eletta Miss Universo 2003.

## Carriera
Dopo aver vinto il titolo di Miss Universo Repubblica Dominicana, Amelia Vega ha rappresentato il proprio paese a Miss Universo 2003, ottenendo la vittoria a Panama il 3 giugno 2003, diventando la prima rappresentante del proprio paese a vincere il titolo. Come Miss Universo, Amelia Vega è stata testimonial di varie organizzazioni benefiche a favore dei malati di AIDS.
Dopo l'anno da Miss Universo Amelia Vega ha ricevuto una medaglia onoraria ai giochi panamericani del 2003 ed ha condotto il Festival Presidente de Música Latina, un concerto di musica latino americana che si tiene per tre giorni ogni due anni nella Repubblica Dominicana. Come conduttrice, ha presentato i reality show Voces de América (2004), Suegras (2007), e Segunda Oportunidad (2010) andato in onda su Telemundo.
La Vega è anche apparsa sulle copertina di numerose copertine internazionali come Cosmopolitan, Harper's Bazaar o Glamour, ed è stata per quattro anni la testimonial dell'azienda di cosmetici CoverGirl. Nel 2005 ha debuttato come attrice nel film The Lost City, diretto da Andy García ed è comparsa nel video musicale Mi corazoncito degli Aventura.
È sposata dal 2011 con Al Horford, cestista NBA.

## Agenzie
- Trump Model Management